# Sevier County, Utah
Sevier County är ett administrativt område i delstaten Utah, USA. År 2010 hade countyt 20 802 invånare. Den administrativa huvudorten (county seat) är Richfield.
Del av Capitol Reef nationalpark ligger i countyt.

## Geografi
Enligt United States Census Bureau har countyt en total area på 4 968 km². 4 947 km² av den arean är land och 21 km² är vatten.

### Angränsande countyn
- Sanpete County, Utah - nord
- Emery County, Utah - öst
- Piute County, Utah - syd
- Wayne County, Utah - syd
- Millard County, Utah - väst
- Beaver County, Utah - väst

### Orter
- Monroe